# Segundo gobierno de Agustín Gamarra
El segundo gobierno constitucional de Agustín Gamarra en el Perú empezó el 10 de julio de 1840 y terminó el 18 de noviembre de 1841, con su muerte en la batalla de Ingavi.
Gamarra gobernaba ya el Perú desde fines de 1838, como presidente provisorio, en plena guerra contra la Confederación Perú-Boliviana, y en tal condición, convocó a un Congreso que se reunió en Huancayo en 1839. Esta asamblea, después de decretar la nulidad de todos los actos de la Confederación, dio una nueva Constitución al Perú, y conforme a ella se eligió presidente constitucional a Gamarra. Su régimen inauguró una nueva etapa conocida como la Restauración peruana.
Pocos meses después de instalado el gobierno, el coronel Manuel Ignacio de Vivanco se levantó en armas en Arequipa. Después de obtener algunos triunfos, Vivanco fue derrotado en el combate de Cuevillas por Ramón Castilla, jefe de las tropas del Gobierno.
Contrario a la idea de una unión de Perú con Bolivia con predominio de este último país, Gamarra protegió al general boliviano José Ballivián para que derrocase al presidente José Miguel de Velasco, sucesor de Andrés de Santa Cruz en Bolivia, y luego invadió el territorio de este país bajo pretexto de expulsar al partido santacrucista, aunque en el fondo buscaba realizar la unidad de ambas repúblicas con predominio peruano. A la invasión contestaron los partidos bolivianos uniéndose para rechazarla. Velasco renunció su autoridad en favor de Ballivián y los ejércitos de ambos esperaron al de Gamarra en Ingavi, cerca de La Paz. Apenas cambiadas las primeras dos descargas de las infanterías, Gamarra cayó entre los muertos y las tropas peruanas, debilitadas por las rivalidades y la indisciplina de sus jefes, sufrieron una completa derrota.

## Antecedentes
En 1837, la Confederación Perú-Boliviana encabezada por el mariscal Andrés de Santa Cruz, se vio amenazada por la alianza de Chile con los emigrados peruanos que querían poner fin a la injerencia boliviana en el Perú. Una primera Expedición Restauradora peruano-chilena, al mando del almirante chileno Manuel Blanco Encalada y del general peruano Antonio Gutiérrez de la Fuente, invadió el sur peruano pero fracasó en Arequipa. No obstante, de inmediato se preparó otra expedición.
Uno de los emigrados peruanos era el general Agustín Gamarra, quien arribó a Chile poco después del fracaso de la primera Expedición Restauradora. El mando de la segunda Expedición Restauradora recayó en el general chileno Manuel Bulnes, mientras que Gamarra se puso a la cabeza de los emigrados peruanos (1838).
Tras el combate de Portada de Guías, los restauradores ocuparon Lima, y Gamarra fue nombrado encargado de mando de Perú, el 21 de agosto de 1838. El día 24 de agosto fue nombrado presidente provisorio, por decisión de los vecinos de Lima reunidos en cabildo abierto. Los primeros ministros de Estado que nombró fueron: Benito Laso (Gobierno y Relaciones Exteriores); Manuel Bartolomé Ferreyros (Hacienda); y Ramón Castilla (Guerra).
En plena lucha, Gamarra firmó con el general Bulnes un convenio militar de subsidios, por el cual el Perú se comprometía a cubrir todos los costos de la guerra, incluyendo suministros, sueldos y transportes. Luego nombró general en jefe del ejército unido a Bulnes, y él se reservó el cargo de Director de Guerra (12 de octubre de 1838).
Pero la estadía de Gamarra y los restauradores en Lima se hizo insostenible por la carencia de recursos, motivo por el cual decidieron abandonarla para dirigirse al Callejón de Huaylas. Esto fue aprovechado por Santa Cruz para ingresar Lima, el 10 de noviembre de 1838 y, luego, salir en persecución de los restauradores.
Finalmente, los restauradores derrotaron a los confederados en la batalla de Yungay. Santa Cruz abandonó Lima y partió a Arequipa; luego se embarcó en Islay, rumbo al Ecuador. Gamarra retornó triunfalmente a Lima, el 27 de febrero de 1839, y fue confirmado como presidente provisional. Ese mismo día convocó a un Congreso Nacional.

## Gobierno provisorio de Gamarra

### La Restauración
El segundo gobierno de Gamarra (el primero había sido entre 1829 y 1833), marcó el inicio de un período conocido como la Restauración peruana. Para la mayoría de los peruanos, significó el retorno a la normalidad. Más que una restauración de la vida política del Perú, era una consolidación: la de un solo Perú. La intromisión de los bolivianos en la vida política peruana había constituido un grave peligro para la integridad del Perú. Pero ese peligro aún no había desaparecido, pues Santa Cruz, desterrado en Ecuador, seguía conspirando para recobrar el poder en Bolivia. Si bien era improbable que lograra reconstituir la Confederación, Santa Cruz tenía un plan mínimo: anexar el sur peruano a Bolivia.

### Retirada de las tropas chilenas
Uno de los primeros problemas a los que tuvo que enfrentar el gobierno de Gamarra, fue la retirada de las tropas chilenas. Una vez que se consolidó en el poder, Gamarra ya no precisaba de ellas, pero para su retiro debía primero solucionar el pago de sueldos, raciones y vestidos a dicho ejército, tal como se había acordado. Una vez solucionado en parte este asunto, las tropas chilenas reiniciaron el retorno a su país. Una división partió el 21 de junio de 1839, y otra el 19 de octubre del mismo año.
Hay que resaltar que en ese entonces, los chilenos se retiraron sin otra exigencia más que el pago de la deuda por los costos de la campaña restauradora. No hubo reclamaciones territoriales, ni saqueos de riquezas, ni intento de avasallar económicamente al Perú. Habría que agregar que tampoco aceptaron los planes de repartirse el Perú, que tanto Santa Cruz como otros políticos extranjeros propusieron a Chile.

### El Congreso General de Huancayo
Un objetivo prioritario que se trazó Gamarra fue dar al país una nueva Constitución Política, para lo cual convocó el 27 de febrero de 1822 a un Congreso General. Por decreto del 22 de marzo de 1839 quedó establecido que este Congreso debía tener una sola cámara; sus representantes debían ser elegidos por el sistema de los colegios electorales de parroquias y de provincias; y que debía reunirse el día 28 de julio en la ciudad de Huancayo. No podía ser en Lima, pues allí se hallaba todavía el ejército chileno, en víspera de repatriarse.
Mientras Gamarra se hallaba atendiendo el desarrollo del Congreso de Huancayo, quedó interinamente a cargo del poder en Lima, el general Antonio Gutiérrez de la Fuente (de 23 de marzo a 6 de diciembre de 1839). La Fuente ya había ejercido la misma función bajo el primer gobierno de Gamarra.
El Congreso se instaló Huancayo el 15 de agosto de 1839. Empezó dando honores y mercedes a Gamarra, a quien ratificó como Presidente provisorio, dándole el título de Restaurador del Perú. Acordó también una recompensa en dinero a los jefes y soldados chilenos, que en conjunto sumaba 500 000 pesos. Otro tanto se otorgó a los jefes y soldados peruanos vencedores en Yungay, así como a otros a quienes se consideraba que habían apoyado la causa nacional. Acordó también tributar exequias y honores al general Felipe Salaverry, así como a los caídos en las batallas de Yanacocha y Socabaya; y, por otra parte, anuló todos los actos de la Confederación Perú Boliviana, y tomó represalias contra los que habían servido a dicho régimen. Por último, se designó una comisión para que elaborase el proyecto de la nueva Constitución.

### La Constitución conservadora de 1839
La nueva Constitución Política fue aprobada y promulgada el 10 de noviembre de 1839, luego de casi tres meses de labor.
Esta Constitución representó una novedad en la historia constitucional peruana. Fue la primera de carácter conservador y autoritario. Si se compara con las anteriores constituciones, esta constitución tuvo larga vigencia, pues duraría hasta 1854.
Entre sus principales disposiciones mencionaremos las siguientes:

### Reforzamiento del Ejecutivo
- Estableció el periodo del presidente de la República en seis años, elevando así los cuatro años previstos en las anteriores constituciones de 1828 y 1834.[14]
- Se abolió la acusación del Congreso contra el presidente del Ejecutivo.
- Estableció un Consejo de Estado integrado por quince miembros, que asesoraba al presidente en el ejercicio de sus funciones y podía concederle facultades extraordinarias, que incluían la suspensión de las garantías constitucionales durante determinado plazo.[14][16]
- El presidente de la República tenía la facultad de nombrar, trasladar y remover a cualquier funcionario del Poder Judicial cuando así lo estimara el interés nacional.[17]
- Se suprimió el cargo de vicepresidente. Quien reemplazaba al presidente de la República era el presidente del Consejo de Estado.[14]

### Excesivo centralismo
La Constitución estableció un cerrado centralismo, concentrándose todos los poderes del Estado en la capital, Lima, en desmedro de las instituciones provinciales.
La Constitución no mencionaba a las municipalidades y las juntas departamentales, por lo que estas, tácitamente, quedaban suprimidas. En cambio, creó instituciones que reforzaban la autoridad del gobierno central en todo el territorio. Tales fueron los intendentes de policía, que eran funcionarios administrativos con facultades extraordinarias de tipo ejecutivo, judicial y de seguridad pública.

### Limitación de los derechos individuales
Si bien la Constitución reconocía que «todos los peruanos son iguales ante la ley», en el artículo sobre los requisitos para ser ciudadano se denota discriminación: se exceptuaba de la ciudadanía a los que no supieran leer y escribir, con excepción de los indígenas y mestizos, en las poblaciones donde no hubieran escuelas de enseñanza primaria, pero solo hasta el año 1844.
Y si bien estipulaba que «nadie nace esclavo en la República» (artículo 155), de otro lado establecía que eran peruanos de nacimiento los «hombres libres nacidos en el Perú», lo que implicaba una contradicción, pues la mención de libres era innecesaria, si en realidad el propósito era que no hubiera esclavitud en el Perú. Pero aún más, al suprimirse la mención del tráfico de esclavos como causa determinante de la pérdida de la ciudadanía (como aparece en las constituciones de 1823 y 1828), nos hace deducir que los congresistas se proponían mantener tácitamente la esclavitud, que se alimentaba del tráfico negrero proveniente de Nueva Granada. Es decir, de esclavos negros nacidos fuera del territorio peruano. En resumen, si bien establecía que nadie nacía esclavo en el Perú, permitía la esclavitud en el territorio peruano de esclavos venidos del exterior. No sería sino hasta 1855 cuando se daría el paso trascendental de la abolición de la esclavitud en el Perú. 
Para ser ciudadano se exigía el requisito de saber leer y escribir, y pagar alguna contribución. La ciudadanía se suspendía al deudor quebrado, y podía perderse por levantarse en armas contra la autoridad legítimamente constituida. Para ser elegido diputado o senador, se exigía gozar de una renta mínima.

### Manifiesta hostilidad a la juventud
Esta Constitución tuvo una marcada prevención contra la participación de la juventud en las responsabilidades del gobierno. Estableció que la ciudadanía se adquiría a los 25 de edad; aumentó la edad para ser diputado a 30 años, y para ser senador, miembro del Consejo de Estado, ministro o presidente de la República a los 40 años. Esto provocó la protesta de los autoritaristas jóvenes, como el caso de Manuel Ignacio de Vivanco, que entonces contaba con 33 años.

### Elecciones presidenciales
Las últimas medidas que tomó el Congreso de Huancayo fue dar dos leyes sobre las elecciones presidenciales:
- La ley del 26 de noviembre de 1839, que ordenaba efectuar, sin demora, la elección del Presidente Constitucional de la República por los Colegios Electorales; y
- La Ley Electoral del 29 de noviembre de ese mismo año, que reglamentaba las elecciones a realizarse.

Se buscaba así legalizar el mandato provisorio de Gamarra, quien, naturalmente, sería candidato presidencial en funciones. Enseguida, el Congreso dio por concluida sus labores, acordando volver a reunirse, ya como Congreso ordinario, para calificar las actas electorales y proclamar al presidente electo.
La elección popular se realizó en enero de 1840. Los candidatos a la presidencia fueron, además de Gamarra, los generales Juan Crisóstomo Torrico y Antonio Gutiérrez de la Fuente. El Congreso Constituyente, transformado en Congreso ordinario, se volvió a reunir en Lima del 7 al 11 de junio de 1840. Verificados los escrutinios, resultó Gamarra ganador de manera abrumadora, al obtener 2542 votos de los 3928 sufragados en los Colegios Electorales de 58 provincias.

## Establecimiento del gobierno constitucional de Gamarra
El 10 de julio de 1840, Gamarra fue proclamado por el Congreso Presidente Constitucional de la República, legalizándose así el poder que ejercía desde 1838.
El segundo gobierno de Gamarra siguió los mismos lineamientos del primero, es decir, fue autoritario y conservador, ya que así lo exigían las circunstancias, luego de varios años de guerra civil. Y, obviamente, no estuvo exento de perturbaciones. Así, Andrés de Santa Cruz y Luis José de Orbegoso organizaron desde el extranjero sendas expediciones armadas, que fueron fácilmente derrotadas. Pero la más formidable de la rebeliones ocurrió en 1840, siendo encabezada por Manuel Ignacio de Vivanco en Arequipa con el lema de la Regeneración.

## Orden interno

### Rebelión en Puno
En Puno, tres compañías del batallón Áncash, alegando maltratos de su comandante Osorio, se alzaron en armas. El general Miguel de San Román se encargó de sofocar con severidad el movimiento. Fusiló a seis de los cabecillas, persiguió a los desertores y refundió el batallón en los otros cuerpos. Como a los fugitivos la guardia boliviana del Desaguadero los dejó pasar, se concibió la sospecha de que la sublevación había sido fraguada en La Paz. Debido a ello, las relaciones con Bolivia, ya muy tensas, se vinieron a complicar aún más (1839).

### La revolución regeneradora de Vivanco
Por entonces, había surgido una corriente que representaba el caudillaje militar joven, cuya figura central era el coronel Manuel Ignacio de Vivanco. Este personaje era un militar bastante original. A diferencia de la mayoría de sus colegas, era a la vez intelectual y académico, además de pertenecer a una familia aristocrática. Gamarra lo había nombrado prefecto de Arequipa, y desde allí conspiró contra el gobierno. Aspiraba a un gobierno fuerte, pero bajo dirección de los ciudadanos más capaces e inteligentes.
Pero no solo era Vivanco el que conspiraba contra el gobierno, sino que muchos jefes de guarniciones del sur también lo hacían. El 23 de diciembre de 1840 se sublevó en Ayacucho el coronel Manuel Suárez. El 31 de diciembre hacía lo mismo el coronel Valentín Boza en el Cusco. El primer día del año siguiente se pronunciaba Vivanco en Arequipa, y el día 3 hacía lo propio en Puno Juan Francisco Balta. Todos estos jefes acordaron respaldar a Vivanco como caudillo de la insurrección y adoptaron como lema de la revolución el de la Regeneración. Los sublevados acusaban a Gamarra de haber asumido el poder con el apoyo de los chilenos y de haber violado la Constitución de 1834.
El movimiento se iniciaba con buen pronóstico, pero se paralizó debido a que el general Miguel de San Román, que inicialmente había apoyado la rebelión, decidió defender al gobierno, ocupando el Cuzco. Más al sur, en Tacna, el general Manuel de Mendiburu se mantuvo también fiel al orden establecido.
El gobierno de Lima envió entonces tres expediciones para combatir a los rebeldes del sur: la primera al mando de Ramón Castilla (que era ministro de Hacienda), que se dirigió al Cusco; la segunda al mando de Antonio Gutiérrez de la Fuente, que desembarcó en Islay (puerto en la ruta hacia Arequipa); y la tercera al mando del mismo presidente Gamarra, que por vía marítima se dirigió a Arica.
Castilla llegó al Cuzco el 13 de febrero y se reunió con San Román, marchando hacia Arequipa. Ya cerca de esta ciudad, acampó en Cachamarca, y esperó que se les reuniera las fuerzas de Torrico y Gamarra. Ello fue aprovechado por Vivanco, que atacó por sorpresa a Castilla y obtuvo la victoria (25 de marzo).
Pero Vivanco cometió el error de regresar a Arequipa para celebrar su triunfo, dejando solo al coronel Juan Antonio Ugarteche al mando de dos divisiones para que persiguiera a Castilla a través de la cordillera. Castilla rehízo sus fuerzas y emprendió el contraataque. Los regeneradores fueron derrotados finalmente el 6 de abril, en el encuentro de Cuevillas. Mientras que Gamarra ocupaba sin combate Arequipa, Vivanco y sus partidarios huían hacia Bolivia.
Una consecuencia de esta revolución fue el inicio de la rivalidad entre Castilla y Vivanco, que habría de ensangrentar la historia del Perú en las décadas siguientes.

### Las expediciones Angulo y Hercelles
En Ecuador se refugiaron Santa Cruz, Orbegoso y muchos otros de sus partidarios derrotados en 1839, quienes planearon organizar expediciones hacia el norte del Perú, para socavar el régimen de Gamarra.
Una primera expedición, auspiciada por Santa Cruz, fue encabezada por Manuel Angulo, que partió desde el puerto de Guayaquil, contando con el respaldo de las autoridades de dicho puerto. Angulo llegó a Piura con 300 hombres, pero fue derrotado por las fuerzas del coronel Baltasar Caravedo el 28 de mayo de 1841, tras oponer tenaz resistencia en las calles y la iglesia matriz de la ciudad. El cabecilla y trece de sus partidarios fueron fusilados.
El 30 de diciembre de 1841, siete meses después de la expedición Angulo, y poco después de la muerte del presidente Gamarra en Ingavi, partió otra expedición desde Guayaquil, esta vez al mando de Justo Hercelles, quien desembarcó en Tumbes con 120 hombres, entre oficiales y soldados, y se proclamó Jefe Superior del Norte. Pero al igual que la expedición Angulo, este intento revolucionario estaba condenado al fracaso. El coronel Juan José Arrieta, contando con fuerzas superiores, obligó a Hercelles a rendirse. Hubo la sospecha de que quien estaba detrás de esta expedición fuera Orbegoso. Lo cierto es que todas estas expediciones fueron apoyadas por el presidente del Ecuador Juan José Flores, enemigo jurado del Perú.
En Lima se tramaron también varias conspiraciones, que fueron descubiertas y abatidas.

## Aspecto económico, comercial e industrial

### Primer contrato de explotación del guano

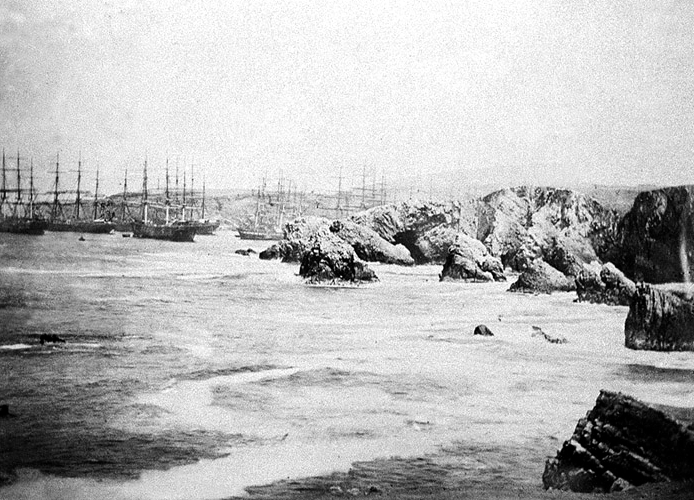
Carguío de guano en las islas Chincha.

Gracias al renacimiento de la confianza en la estabilidad del Estado, el 10 de noviembre de 1840 se formalizó en Lima el primer contrato de arrendamiento para explotar los yacimientos de guano y fomentar su venta en los mercados extranjeros. El beneficiado fue el empresario peruano Francisco Quirós, quien obtuvo el privilegio de explotar los yacimientos de guano durante seis años, comprometiéndose a pagar 10 000 pesos cada año, adelantando 40 000 pesos, 1500 de los cuales fueron entregados en dinero y el resto en certificados de la deuda de la Casa de Moneda.
Pero el abono alcanzó tan altos precios en Europa, que se puso así al descubierto lo irrisorio de la cantidad recibida por el Estado peruano, por lo que este anuló el contrato, por resolución del 27 de noviembre de 1841, pidiendo nuevas propuestas. Quirós se asoció entonces con Aquiles Allier (cuyo agente en Inglaterra era la Casa Mayers-Bland de Liverpool), logrando ambos un segundo contrato, en el que el Estado consiguió sustantivamente elevar sus ganancias (8 de diciembre de 1841). Un mes después se firmó un tercer contrato, por el cual se estableció una sociedad entre el Estado y un grupo interesado en el negocio guanero: el binomio Quirós-Allier, más dos firmas extranjeras con oficinas en Lima, una de las cuales era la Casa Gibbs. Este sistema de negocio duraría hasta 1847, en que se dio pase al «régimen de las consignaciones».

### Reglamento de comercio
Durante la Confederación Perú-Boliviana, el comercio se había regido con tres reglamentos de comercio, correspondientes a los estados Nor Peruano, Sur Peruano y Bolivia. Todos ellos eran de carácter proteccionista, que gravaban con impuestos a los productos del extranjero. Disuelta la Confederación, Gamarra ordenó que se pusiera en vigencia el Reglamento de 1826, con algunas modificaciones. Luego, el 30 de noviembre de 1840 se promulgó un nuevo reglamento, de corte liberal, que disminuyó las tarifas de entrada a los artículos extranjeros y levantó las prohibiciones de importación a otros.

### Introducción del gusano de seda
El 21 de setiembre de 1840, el gobierno ofreció dos premios de 2000 pesos cada uno al que presentara el mayor número de pies de morera y criara no menos de cien gusanos de seda. Se auspició así esa industria.

### Fábrica de cristales
En diciembre de 1841 se otorgó a Jorge Moretto un permiso para la fabricación de cristales de Murano, instalándose con ese motivo la correspondiente fábrica.

## Aspecto educativo y cultural

### El costumbrismo
Durante esta época tuvo auge la corriente costumbrista en la literatura peruana. Si bien se la equipara a la similar corriente literaria que se desarrollaba en el Viejo Mundo, el costumbrismo peruano tiene sus características peculiares, como por ejemplo, un cierto tono realista y crítico, producto de la especial situación político-social en que se debatía el país. En resumen, se puede decir que el costumbrismo peruano consiste en la pintura de las costumbres nacionales con cierto acento de burla y malicia.
Más o menos se puede señalar el año 1828 como el del inicio del costumbrismo en el Perú. Sus máximos exponentes fueron Felipe Pardo y Aliaga (1806-1868) y Manuel Ascencio Segura (1805-1871). Cultivaron la sátira en la letrilla, el artículo de costumbres, el sainete y la comedia.
Pardo, perteneciente a una aristocrática familia, fue quien trajo al Perú la nueva corriente literaria, luego de retornar de un viaje a España. Satirizó las costumbres políticas y sociales de entonces burlándose de sus enemigos, los liberales. Él era conservador. Escribió comedias (como Frutos de la educación), letrillas (como La jeta del guerrero) y artículos costumbristas (entre los que destaca Un viaje, popularizado como El viaje del niño Goyito).
Segura, por su parte, satirizó las costumbres de la clase media y el caudillaje militar. Enriqueció sus comedias y sainetes costumbristas, con voces y giros populares. Mientras Felipe Pardo era un hombre de ideas aristocráticas, Segura representó los valores democráticos de la nueva sociedad peruana, lo que se refleja en el sabor criollo de sus comedias. Mestizo de clase media pobre, tenía una gran afinidad con lo popular y los nuevos grupos sociales que emergían en un país recientemente emancipado. Es autor de las comedias El sargento Canuto, La saya y el manto, Ña Catita, Las tres viudas, etc.
En la pintura costumbrista sobresalió el mulato Pancho Fierro (1807-1879), que reflejó mediante sus afamadas acuarelas, la vida y costumbres de Lima.

### Creación del Ministerio de Instrucción Pública
A partir de una sección del antiguo ministerio de Gobierno, Gamarra creó el ministerio de Instrucción Pública, Beneficencia y Negocios Eclesiásticos, encomendándolo a Agustín Guillermo Charún, que había sido presidente del Congreso Constituyente de 1839. Charún puso empeño en la mejora de los estudios y nombró director de instrucción primaria al sacerdote José Francisco Navarrete. Debido a que los centros de primera enseñanza eran escasos en Lima, incentivó a las órdenes religiosas para que abrieran escuelas, como ya se había dispuesto y mejoraran las establecidas.

### Fundación del Colegio Guadalupe
El 14 de noviembre de 1840 fue fundado el Colegio Guadalupe, siendo sus promotores el comerciante y agricultor iqueño Domingo Elías y el español Nicolás Rodrigo, en vista de la gran escasez en Lima de centros educativos. El gobierno cedió un local que había pertenecido al Estanco de Tabaco en la calle Chacarilla. Las clases empezaron el 7 de febrero de 1841.
Guadalupe fue fundado como establecimiento particular, para dar educación a los niños, pero pronto extendió su acción a los jóvenes. Posteriormente, al ampliar considerablemente su plan de estudios, se convertiría en un referente importante del sistema educativo peruano, teniendo influencia en la vida intelectual y política. En 1855, sería declarado Colegio Nacional, exclusivamente para instrucción media. Representó al Perú en pequeño, ya que acogía a estudiantes de todos los ámbitos del territorio nacional. Subsiste hasta el día de hoy, como institución educativa emblemática.

### Fundación del diario  "El Comercio"
El 4 de mayo de 1839 inició su publicación en Lima el diario El Comercio, fundado por el chileno Manuel Amunátegui y el argentino Alejandro Villota. Funcionó inicialmente en la Calle Arzobispo N.º 147 (Casa de la Pila). Veintitrés días después, se trasladó a la calle de San Pedro N.º 23. Algún tiempo después, en octubre de 1841, se trasladó a la calle de la Rifa N.º 68, en una esquina, donde hasta hoy se mantiene (actualmente cuadra 3 del jirón Antonio Miró Quesada). Su lema era «Orden, libertad, saber».
Este diario estaba destinado a convertirse en el periódico más importante del país. A diferencia de otros diarios limeños que le antecedieron y algunos que le precedieron, El Comercio ha sobrevivido a los avatares de la vida republicana del Perú, con algunas intermitencias. Si bien su propósito principal era en principio, tal como lo anunciaba su nombre, de brindar información económica y mercantil, además de las noticias comunes, con el tiempo se convirtió en una importante tribuna doctrinaria, pues a través de su sección de Comunicados, que se hizo famosa, daba acogida imparcial a las opiniones de todos los bandos.

### Estímulo a los estudios arqueológicos
El 9 de enero de 1840 se dio un decreto que autorizaba a los particulares la realización de excavaciones para la búsqueda de piezas de cerámica, lo que fue un indudable estímulo para las actividades en esta rama.

## Aspecto administrativo

### El reglamento de policía
El 11 de noviembre de 1839 se promulgó en Huancayo el Reglamento de Policía y Moralidad para Lima y su provincia. El reglamento fue refrendado por Benito Laso, ministro de Relaciones Exteriores y Gobierno. Constaba de 7 títulos y 279 artículos. Ante el cuadro que ofrecía la capital asediada por los bandoleros, Gamarra trataba así de brindar garantías mediante la reorganización de la institución policial.
La Sociedad de Beneficencia, establecida hacía ya tiempo y a la cual se había dado un reglamento en 1836, recibió nuevo impulso.

### Establecimiento de la navegación a vapor
En 1840 empezó la navegación a vapor en las costas del Perú. 
El naviero estadounidense William Wheelwright había obtenido durante el gobierno de Santa Cruz una concesión para navegar por las costas de los estados Nor y Sur Peruano, en buques de vapor. El 6 de septiembre de 1838, dicho empresario constituyó en Londres, la Pacific Steam Navigation Company o Compañía de Navegación a Vapor en el Pacífico, la cual solicitó en 1840 al gobierno de Gamarra el privilegio para establecer una línea marítima entre Perú y Chile. El contrato entre el gobierno peruano y la compañía de Wheelwright se firmó el 14 de agosto de 1840. Se otorgó a la compañía el privilegio exclusivo por 10 años para cubrir las rutas costeras del Perú. Así quedó establecida la línea marítima, servida entonces por dos unidades: los vapores gemelos Perú y Chile.
La llegada del vapor Perú al puerto del Callao constituyó todo un acontecimiento. El día 7 de noviembre de 1840, el presidente Gamarra y su comitiva visitaron el buque, siendo recibidos con salvas y música, mientras que la población se apiñaba en los muelles para presenciar el suceso.
La implantación de este sistema agilizó las operaciones de transporte de carga y pasajeros, que hasta entonces se realizaba con barcos a vela, cuyo desplazamiento lento, estaba sujeto, en la mayoría de los casos, a los vaivenes de la naturaleza. El trayecto de El Callao a Valparaíso, que antes duraba de veinte a treinta días, quedó reducido a ocho.

## Aspecto internacional

### Invitación a una asamblea de países hispanoamericanos
Cañedo, ministro de México en Lima, propuso que se reuniera la asamblea de los países hispanoamericanos en Tacubaya, tal como se había acordado en el Congreso de Panamá de 1825. En ella deberían fijarse los principios de derecho público que debían regir entre ellas. Aunque ya había sido nombrado ministro el dr. Vidaurre, el Perú accedió a nombrar un ministro plenipotenciario. En Lima, según parece, se imprimió un folleto titulado: Reflexiones sobre la conveniencia de un congreso de las repúblicas hispanoamericanas... (1840, Imprenta de La Libertad). Cañedo, realizada su misión en el Perú, pasó a Chile, en donde no se objetó el congreso mismo, pero sí el lugar en donde había de reunirse.

### Relaciones con Chile
Gamarra propuso al gobierno chileno la firma de un tratado de alianza, para neutralizar los planes que realizaba Santa Cruz desde su exilio para recobrar el poder. Chile aceptó en principio, pero la condicionó a la negociación de un tratado de comercio, de beneficio mutuo, que no llegó a concretarse. También pidió Gamarra permiso al gobierno chileno de adquirir todas las armas que llegaran a Valparaíso, para prevenirse de una posible guerra. Pero Chile se mostró receloso, pues temía que el Perú se preparase para una guerra con Bolivia, con la intención de anexarse dicho país, lo que equivaldría a una nueva edición de la Confederación con predominio peruano. Algo que Chile no estaba dispuesto a permitir. De modo que el gobierno chileno se limitó a ofrecerse, de manera casi imperativa, como mediador en el conflicto que se avizoraba iba a estallar entre Perú y Bolivia.
Posteriormente, arribó al Perú el ministro chileno Victorino Garrido, con instrucciones para cobrar la deuda que el Perú tenía con Chile, por los gastos ocasionados por el envío de la segunda expedición restauradora. Garrido también reclamó el reembolso de los gastos hechos por Chile en la primera expedición restauradora. Toda esa deuda correspondía a rancho, vestuario, sueldos, gratificaciones, pago de fletes por transporte de carga, así como preparación y equipamiento, todo lo cual se calculó en la elevada cifra de 725 000 pesos. Esta deuda quedaría pendiente y no se cancelaría sino hasta la época de Ramón Castilla.

### Tratado de paz, amistad, comercio y navegación con Brasil
Brasil había obtenido su independencia en 1822, cuando se separó de la metrópoli portuguesa de manera incruenta y adoptó la forma monárquica de gobierno. La referencia inmediata para el Perú de la frontera con dicho país era el Tratado de San Ildefonso de 1777 firmado entre España y Portugal. La determinación de la frontera luso-hispana se sustentaba en la posesión de hecho (uti possidetis facti). Cuando tanto el Perú y Brasil obtuvieron su independencia casi simultáneamente (1821 y 1822, respectivamente), siguió rigiendo el uti possidetis en dicha cuestión. Esto afectaba al Perú, pues implicaba que quedaban consagrados todos los avances que habían hecho los portugueses en época colonial, así como todo avance de los brasileños a partir de 1822, quienes, por dominar las cuencas superiores de los principales ríos amazónicos, tenían más facilidad de penetrar en territorio amazónico peruano. Para el Perú era pues, de extrema necesidad, la firma de un tratado que definiera de una vez los límites con Brasil.
En 1826 se realizó el primer intento de Perú ante Brasil para firmar un tratado de límites, sin éxito.
Hacia 1839, el prefecto de Loreto informó al gobierno de Lima de las invasiones de los brasileños a territorio nacional, quienes se dedicaban a extraer goma y caucho, y especialmente, a capturar indios de la selva para llevárselos como esclavos a su país, tal como era su costumbre desde la época colonial (mamelucos paulistas). Gamarra, a finales de 1839, ordenó que se establecieran destacamentos de tropa en las fronteras, así del Ecuador como el Brasil, con lo cual se puso algún freno a esas correrías.
El 8 de julio de 1841 se firmó en Lima el Tratado de Paz, Amistad, Comercio y Navegación Peruano-Brasileño. Fueron sus suscriptores el encargado de negocios del Imperio del Brasil Duarte Da Ponte Ribeyro, y el ministro de Relaciones Exteriores de Perú, Manuel B. Ferreyros. Este tratado establecía los principios generales de vinculación entre ambas naciones (representación diplomática y consular, extradición, etc.), reconocía el libre tránsito de ciudadanos de uno u otro país, así como la exención de los derechos de importación y exportación entre ambos países. No era un tratado de límites, pero se convino en realizar este lo más pronto posible, de acuerdo al uti possidetis de 1821, es decir, el año en que empezó a existir la República Peruana. Al día siguiente ambos diplomáticos firmaron una convención especial sobre comercio que consagraba a Brasil como el único importador desde el Perú por el Amazonas; por lo mismo, el Perú podía solamente exportar sus productos al Brasil.
Este tratado no se concretó debido a que no se hicieron los canjes de las ratificaciones. En 1851 se firmaría entre ambos países una Convención de Comercio y Navegación Fluvial.

### Tratados con Bolivia
Las relaciones diplomáticas entre el Perú y Bolivia no habían sido regularizadas. Gamarra exigió a Bolivia, como condición previa para la firma de un tratado de paz, la repatriación de los soldados peruanos, que habían sido conducidos a Bolivia, y el pago de una crecida suma por los gastos de guerra. El tratado preliminar de paz se firmó en el Cuzco, el 14 de agosto de 1839, entre los ministros Eusebio Gutiérrez y Manuel de Mendiburu. Bolivia se comprometía a dar satisfacciones a Perú por la invasión boliviana de 1835; asimismo, aceptaba pagar a Perú una indemnización por la guerra reciente (la de 1838-1839), además de cancelar la deuda de la independencia, que se remontaba a 1825. Pero el gobierno boliviano, que entonces encabezaba el general José Miguel de Velasco, rechazó el acuerdo al desaprobar lo concerniente al pago de indemnizaciones.
Pero Velasco, enterado de que el Perú se preparaba para hacerle la guerra, decidió negociar un nuevo tratado, que se firmó en Lima, el 19 de abril de 1840, entre los plenipotenciarios Manuel Bartolomé Ferreyros e Hilarión Fernández. Ambos gobiernos se comprometieron a reducir sus fuerzas militares; y el de Bolivia, luego de desaprobar su intervención en la Confederación, se comprometió a devolver al Perú las banderas y los prisioneros que tenía en su poder.

### El plan de Juan José Flores
En el Ecuador gobernaba entonces el general Juan José Flores, un gobernante militarista que pretendía expandir el territorio de Ecuador a expensas de sus vecinos, Nueva Granada (actual Colombia) y Perú. Por intermedio del encargado de negocios chileno en Quito, propuso al gobierno de Chile repartirse el territorio peruano. Flores no solo aspiraba para el Ecuador los territorios peruanos de Jaén y Maynas, sino algunas porciones más al sur. Sus razones eran las siguientes: hacer una distribución territorial más equitativa en el continente (Ecuador era más pequeño comparado con sus vecinos), la situación de pobreza del Ecuador y prevenir un supuesto avance peruano hacia Cuenca y Guayaquil. La cancillería chilena rechazó la propuesta de Flores el 10 de marzo de 1840, aduciendo que la política exterior de Chile era que se mantuviera en Perú el statu quo de 1835 (es decir, la situación territorial de antes de la invasión boliviana de Santa Cruz al Perú).
En reacción a estas políticas expansionistas, en 1841, el general José María Obando, gobernador de la provincia neogranadina de Popayán, se comunicó con el general Agustín Gamarra, quienes compartían el desprecio hacia el gobierno ecuatoriano de Juan José Flores, donde se propuso una repartición de Ecuador. En mayo de 1841, el general Ramón Castilla le explico al deán Juan Gualberto Valdivia la propuesta de Obando. El deán escribió:

“…las comunicaciones principales habían sido del General Obando, datadas en Popayán, en las que decía a Gamarra, que había llegado la ocasión oportuna de que el Perú recuperase sus antiguos límites hasta Juanambú; y que él tenía elementos suficientes para ayudarle en la empresa…”
Juan Gualberto Valdivia

Al parecer, Gamarra aceptó la propuesta, pero no pudo actuar junto a los colombianos debido a que estalló la guerra entre Perú y Bolivia.

### Las negociaciones con Ecuador para un tratado de límites
Santa Cruz, que aún guardaba esperanzas de recobrar el poder en Bolivia (donde todavía contaba con partidarios), continuó maquinando planes contra el Perú desde Ecuador. Por diversas cartas conservadas, se sabe que su plan mayor era promover una alianza entre Ecuador y Nueva Granada para atacar al Perú. No es pues casualidad que por entonces, el Ecuador iniciara sus exigencias territoriales hacia el Perú, reclamando Tumbes, Jaén y Maynas. Es indudable que quienes incitaran a Ecuador a hacer ese reclamo fueran Santa Cruz y otros enemigos del gobierno peruano asilados en su territorio. Cabe destacar que desde su nacimiento como estado independiente en 1830, Ecuador no había tenido motivo de queja contra el Perú por motivos territoriales e incluso habían firmado ambos un tratado de amistad y alianza en 1832, pero solo fue a partir de 1841 cuando dicha nación reflotó el antiguo reclamo bolivariano de Tumbes, Jaén y Maynas.
Es por eso que Gamarra, cuando emprendió su campaña contra Bolivia, temió una posible intervención de Ecuador. Deseoso de mantener una situación de tranquilidad en su frontera norte, envió a Quito, como enviado especial, al doctor Matías León, para abrir negociaciones que debían resolver de una vez el asunto de los límites, que se había ido postergando desde 1830. Su interlocutor fue el ministro de Ecuador José Félix Valdivieso. Estas negociaciones se prorrogarían hasta después de la muerte de Gamarra en Bolivia, sin llegar a ningún acuerdo. De todos modos, fueron muy importantes, pues en ellas se mencionó por primera vez a la Real Cédula de 1802 para sustentar la posición peruana. Mientras que el Ecuador empezó a invocar el Tratado de Guayaquil de 1829, pese a que este no fue una tratado de límites, sino de paz y amistad, y que solo había acordado la formación de una comisión bilateral para demarcar la frontera, la que no llegó a conformarse.

## La guerra entre Perú y Bolivia

### Antecedentes
Extinguida la Confederación Perú-Boliviana, Gamarra continuaba con su deseo de anexar Bolivia al Perú o, por lo menos, incorporarse el departamento de La Paz. También Santa Cruz, que por entonces se hallaba desterrado en el Ecuador, persistía en sus maniobras para recuperar el poder en Bolivia y a partir de allí restablecer la Confederación. Y por cierto, contaba todavía en Bolivia con numerosos partidarios.
En Bolivia, tras el fin de la Confederación, se había desatado la anarquía. El general José Miguel de Velasco tomó el poder, primero provisionalmente en 1839 y luego constitucionalmente, en 1840, asumiendo el mismo papel que Gamarra hacía en el Perú, el de «restaurador». El general boliviano José Ballivián, se enfrentó a Velasco, pero sus fuerzas fueron dispersadas, viéndose obligado a refugiarse en el Perú, donde recibió la protección de Gamarra. Otros alzamientos se produjeron en Bolivia. De junio a octubre de 1841 hubo trece motines: cuatro por Santa Cruz, seis por Ballivián y tres por Velasco.
Gamarra, que, como ya se dijo, alentaba planes expansionistas, aprovechó esta situación para declarar en peligro al Perú por causa de la anarquía boliviana y el posible retorno de Santa Cruz a ese país. Pidió al Consejo de Estado la autorización para declarar la guerra a Bolivia, que le concedió «hasta obtener seguridades de que no sufrirán detrimento la tranquilidad, independencia, unidad y libertad de la República peruana» (6 de julio de 1841).
Gamarra, que hacía poco había regresado a Lima luego de su campaña contra la revolución de Vivanco, se embarcó nuevamente al sur, el 13 de julio de 1841. Dejó en el poder en Lima al presidente del Consejo de Estado, Manuel Menéndez.
La principal razón esgrimida por Gamarra para iniciar esta guerra era abatir el peligro que representaba para el Perú la vuelta de Santa Cruz a Bolivia. En ese sentido, se entendió con Ballivián, a quien se dice que financió para que ingresara a Bolivia, organizara tropas y le sirviera de base de apoyo. Pero el fin verdadero que impulsaba a Gamarra era más ambicioso: reconstituir el Gran Perú, anexando a Bolivia. Esa había sido la mayor obsesión de su vida política, y no pararía hasta concretarla. 

### Bolivia se une ante la amenaza peruana
En Bolivia, los movimientos contra el gobierno boliviano se redujeron a dos: uno en el norte favorable a Santa Cruz y encabezado por el civil Mariano Enrique Calvo y el general Sebastián Ágreda, quien logró deponer y apresar a Velasco; y otro en el sur, encabezado por el doctor José Mariano Serrano, que lo hizo a nombre de Ballivián, que se hallaba en Perú protegido por Gamarra (1841). Serrano tomó el poder en la ciudad de Sucre, a la espera de la llegada de Ballivián. Para mayor complicación, el general Velasco retornó desde Argentina para recobrar el poder.
Así estaban las cosas, cuando llegó la noticia de que el Perú se preparaba para invadir Bolivia. Surgió entonces en este país la idea de dejar de lado las discordias entre caudillos y formar un frente común para enfrentar la invasión extranjera. El caudillo elegido para encabezar al país fue Ballivián, pese a que aparentemente era el aliado de Gamarra. Velasco le entregó el poder y el mando de su ejército; lo mismo hicieron los partidarios de Santa Cruz.
Gamarra, enterado de la defección de Ballivián, intentó apresarlo, pero era demasiado tarde. Ballivián había ya cruzado la frontera, llegando a La Paz, donde fue recibido con alborozo. Desde allí, escribió a Gamarra dándole cuenta de la tranquilidad que reinaba en el territorio y le prometió que su gobierno sería «la más sólida garantía de paz y amistad con el Perú». Intentaba con ello impedir el avance peruano, pero Gamarra ya había cruzado la frontera.

### Desarrollo de la guerra
El 2 de octubre de 1841, Gamarra cruzó la frontera boliviana al frente de un ejército peruano de 4000 efectivos. Al principio, no tuvo mayores dificultades en su avance e incluso los mismos pobladores le proporcionaron víveres y recursos. Ballivián le instó a que retrocediera, pero Gamarra, una vez dentro de Bolivia, consideró que no sería honroso hacer tal cosa. Siguió insistiendo, además, en el peligro que significaban los partidarios de Santa Cruz, como justificación de la invasión. El 15 de octubre de 1841, el ejército peruano ocupó La Paz, sin combate. Pero, luego, tuvo que hacer frente a la tenaz resistencia del pueblo boliviano, que se unió en torno a Ballivián.
El primer encuentro bélico entre peruanos y bolivianos ocurrió en Mecapaca, una aldea cercana a La Paz, el 22 de octubre de 1841. Se hallaba allí estacionada una pequeña fuerza peruana al mando del general Miguel de San Román, que fue atacado sorpresivamente por el 5.º batallón boliviano al mando del coronel Herrera. Se libró el combate de Mecapaca, acción en la que los peruanos pusieron en fuga a los bolivianos. Aunque se trató de una modesta victoria, Gamarra la celebró entusiastamente y premió a algunos jefes que se habían distinguido en el combate (San Román fue ascendido a general de división), hecho que trajo como consecuencia el resentimiento de otros jefes, que se consideraron postergados, provocando así el divisionismo entre sus tropas.
Las negociaciones con los bolivianos fracasaron, debido a que Gamarra, obnubilado por su triunfo, quiso imponer exigencias exorbitantes para la firma de un armisticio.
El ejército peruano, hostilizado en La Paz, se desplazó hacia Viacha, de donde se trasladó a la hacienda de Incahue o Ingavi.

### Batalla de Ingavi y muerte de Gamarra

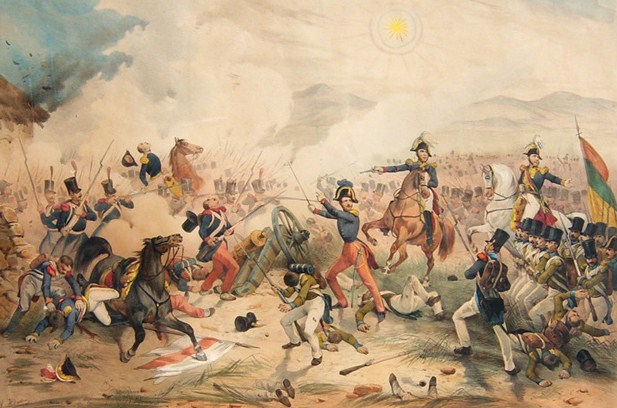
La batalla de Ingavi.

El terreno de Ingavi es una llanura rodeada de altos cerros y de un pantano. La noche anterior a la batalla había llovido y se hizo muy difícil la disposición adecuada de las tropas peruanas.
En la víspera de la batalla, el ejército peruano tenía como comandante en jefe a Ramón Castilla y como director de operaciones a Gamarra. En vista de que algunos jefes mostraron su disconformidad con la designación de Castilla, Gamarra decidió quedarse con el cargo de general en jefe, y convenció a Castilla para que aceptara el mando de la caballería, en tanto que el general San Román tomaba el mando de la infantería.
Ballivián, reforzado con las fuerzas que venían de Potosí, salió al encuentro de Gamarra. Sus tropas contaban con una ventaja: llevaban fusiles hannoverianos de doble acción, que disparaban al mismo tiempo pequeñas balas esféricas, haciendo un fuego graneado que causaban efectos destructivos. Pese a la leve inferioridad numérica de sus fuerzas, Ballivián las desplegó en la llanura de Ingavi, preparándose para el encuentro.
Las tropas de Gamarra contaban con 23 jefes, 235 oficiales y 5119 soldados. Las fuerzas bolivianas las integraban 40 jefes, 320 oficiales y 4000 soldados. Pero según el historiador peruano Rubén Vargas Ugarte, esta superioridad numérica del ejército peruano, que tanto señalan los historiadores bolivianos, era ficticia, pues descontando los enfermos y desertores, ambas fuerzas estaban prácticamente equilibradas.
El 18 de noviembre de 1841 se realizó la batalla. Se dice que Gamarra, al ver que en el cielo destacaban los colores del arco iris, en tono de presagio dijo: «Si fuera romano aplazaría la batalla, porque miro reflejados en el cielo los colores de Bolivia». Pero ordenó el ataque. Se le atribuye haber dicho en medio del fragor del combate: «Aquí es preciso morir».
La batalla duró solo apenas 50 minutos. La derrota peruana se consumó debido a diversas circunstancias, entre ellas: 
- La relativa superioridad que los fusiles hannoverianos, traídos de Europa, concedieron a los bolivianos. El mismo Gamarra reconoció que nunca en todos sus años de vida militar, había visto tal poder mortífero de fuego.[79]
- La indisciplina y el divisionismo que imperaba en el ejército peruano. El mismo Castilla ha testimoniado que no estuvo de acuerdo con las órdenes dadas por Gamarra en la batalla, y que este dispuso a la vez que solo se obedeciera a San Román. El mismo Castilla fue desobedecido por el coronel Arróspide. El deán Valdivia atribuyó esta falta de disciplina a las pasiones políticas.[80][81]
- La retirada del general Miguel de San Román. Este, al recibir la orden de colocar la caballería en forma de que resguardase la línea de retirada, la interpretó equivocadamente y se retiró del campo de batalla con dos batallones, creyendo que se había ordenado una retirada estratégica.[73][82]
- La muerte de Gamarra. Al frente de unos cuantos batallones, Gamarra intentó temerariamente contener la retirada de los suyos, pero cayó mortalmente herido. Según el testimonio de Castilla, sufrió dos disparos bolivianos: una le dio en la parte interior del hombro derecho y otra en el cuello del mismo lado.[83] Su muerte causó desmoralización entre sus hombres, que se desbandaron. Aunque Castilla intentó sostener la lucha, finalmente fue rodeado por decenas de soldados bolivianos y capturado.[84][73]

Así murió Gamarra, «el hombre que tanto había trabajado en contra de Bolivia. Cuando en 1828 pudo deshacer a esa República, no quiso. Cuando quiso y pudo en 1831, no lo dejaron sus propios compatriotas. Cuando quiso en 1841, no pudo y lo mataron».
Los bolivianos invadieron el sur del Perú, pero fueron contenidos tenazmente por guerrillas peruanas improvisadas por los pobladores de los lugares invadidos. Finalmente, por mediación de Chile, se firmó la paz entre Perú y Bolivia el 7 de junio de 1842 (Tratado de Puno).
Con motivo de las exequias de Gamarra en Lima (que se hizo sin la presencia de sus restos, que permanecieron en Bolivia hasta 1849), Bartolomé Herrera dio un célebre sermón, que fue un «llamado al orden» al país (4 de enero de 1842). El Perú entró en el período conocido como la «Anarquía Militar», que se prolongaría hasta 1845.

### Hipótesis teórica sobre la muerte de Gamarra

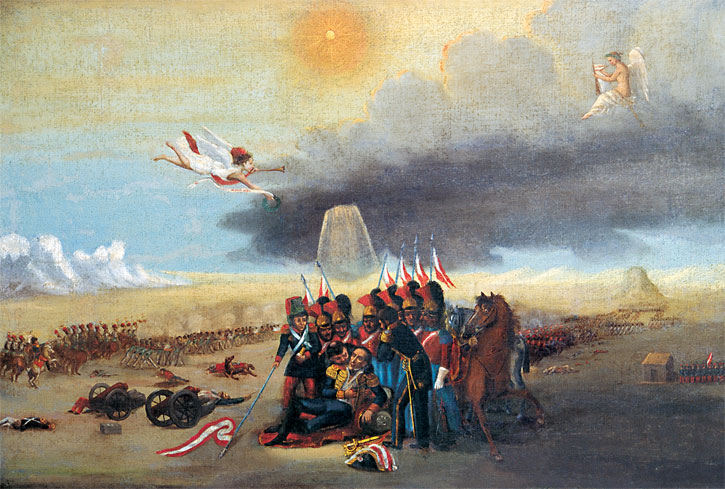
La Batalla de Ingavi y muerte de Gamarra. Óleo anónimo del Museo Nacional de Arqueología, Antropología e Historia del Perú. Sala La República.

Mucho tiempo después de la muerte de Gamarra, surgió una tesis expuesta en el libro Un crimen perfecto: el asesinato del gran mariscal Agustín Gamarra (1941) del escritor Alfredo González Prada publicado luego de 100 años de la batalla, donde señala que supuestamente Agustín Gamarra no habría muerto gloriosamente en el campo de batalla como víctima de las balas bolivianas sino que habría sido un propio soldado peruano el autor de los disparos hacia el Presidente del Perú, aprovechando la confusión del combate y como venganza por un supuesto ultraje que había sufrido en el cuartel. Se basaba en un supuesto testimonio que un moribundo de una hacienda costeña hizo en 1873 a Manuel González Prada (padre de Alfredo), afirmando ser el autor del crimen. Dicha tesis fue refutada por el prestigioso historiador Jorge Basadre en 1945, que llegó a las siguientes conclusiones:

1°) Gamarra, inmediatamente antes de la batalla o al ver lo ocurrido en la primera fase de ella, estuvo resuelto a morir y no intentó siquiera abandonar el campo; 

2°) La información de que fue herido al tratar de contener la dispersión parece la más probable; 
3°) No hay sino el testimonio de una sola persona en el sentido de que un soldado vengativo aprovechó de la oportunidad para asesinarlo; 

4°) Es verosímil la versión de Castilla de que Gamarra fue ultimado por mano boliviana (después de señalar los sitios exactos de los dos balazos que coinciden con los que presenta la casaca actualmente conservada en el Centro de Estudios Histórico-Militares).

### Repatriación de los restos de Gamarra
El cadáver de Gamarra fue salvajemente profanado por los vencedores. Todo ello se sumaba al asesinato de muchos soldados peruanos ya rendidos. Los demás fueron apresados; solo la caballería peruana al mando de San Román pudo escapar. Castilla, prisionero de los bolivianos, sufrió también maltratos vejatorios mientras duró su presidio. El mismo Castilla acusó a Ballivián de la muerte de Gamarra, al impedir que se le diera atención quirúrgica, que si no lo hubiera salvado la vida, al menos la habría prorrogado por algún tiempo más.
Ballivián ordenó la erección de una columna conmemorativa en Ingavi, en cuya base debía estar el cadáver del presidente peruano. Depuesto Ballivián en 1847, los lugareños derribaron la columna. Los nuevos gobernantes de Boliva, Belzú y Velasco, ordenaron la repatriación de los restos de Gamarra, que llegaron a Lima en 1849 con gran solemnidad. Fueron colocados en la Catedral de Lima para luego ser enterrados en un mausoleo del Cementerio Presbítero Maestro.